# Nieuw Sloten
Nieuw Sloten è un quartiere di Amsterdam Nieuw-West. Il nome Nieuw Sloten deriva dal vicino villaggio di Sloten. Tra il 1960 e il 1988 qui si trovava l'area orticola di Sloten, che fu assegnata gli orticoltori che dovettero far posto alla costruzione del distretto di Overtoomse Veld.
Negli anni '80, l'intenzione era quella di costruire qui il villaggio olimpico per i Giochi Olimpici del 1992, per i quali Amsterdam aveva fatto domanda nel 1984. In preparazione di questo, erano già in corso trattative con gli orticoltori per l'acquisizione dei terreni a partire dal 1985. Nel 1986, però, questi Giochi Olimpici non furono assegnati ad Amsterdam ma a Barcellona. Tuttavia, questo periodo "olimpico" ha accelerato lo sviluppo dell'area residenziale di Sloten.
Nieuw Sloten è stata costruita in modo più compatto rispetto alle vicine Western Garden Cities, che erano state costruite circa trent'anni prima. Nel 1991 sono state consegnate le prime abitazioni. Il quartiere è costituito da un misto di edifici bassi, medi e alti ed è stato completato a metà degli anni '90.
Le strade del quartiere prendono il nome da città e paesi del Belgio. Il fulcro del quartiere è il Kasterlee Park ed il vicino centro commerciale all'aperto di Belgiëplein.
Nel 1996 il progetto è stato insignito del Premio di Architettura Ambientale dell'Associazione degli Architetti Olandesi.
Nel 1991 la linea 2 del tram, che fino ad allora terminava vicino all'ospedale Slotervaart, appena ad est di Nieuw Sloten, è stata prolungata fino a un nuovo capolinea a Oudenaardeplantsoen. Inoltre, le linee di autobus 369 e 195 garantiscono il collegamento con il quartiere.
Con l'istituzione degli Stadsdeel, Nieuw Sloten è entrato a far parte di Slotervaart/Overtoomse Veld nel 1990, dal 2004 il nome è stato abbreviato in Slotervaart. Dal 1º maggio 2010, Nieuw Sloten fa parte del distretto di Nieuw-West.